# Michael Yeadon
Michael Yeadon (Reino Unido, 1960) es un activista británico anti-vacunas y un farmacólogo retirado que atrajo la atención de los medios en 2020 y 2021 por hacer afirmaciones sobre la pandemia de COVID-19 y la seguridad de las vacunas contra el COVID-19. The Times lo ha descrito como «un héroe de los teóricos de la conspiración de Covid» y «una figura clave en el movimiento antivacunas». Hasta 2011, se desempeñó como científico jefe y vicepresidente de la división de investigación de alergias y respiratorias de la empresa farmacéutica Pfizer, y es cofundador y ex CEO de la empresa de biotecnología Ziarco.

## Carrera
Yeadon obtuvo su doctorado bajo la supervisión de Ian Kitchen en la Universidad de Surrey en Guildford, Reino Unido. Su tesis se centró en el sistema respiratorio de ratas. Yeadon trabajó con Salvador Moncada en los Laboratorios de Investigación Wellcome, centrándose en la hiperreactividad de las vías respiratorias y los efectos de contaminantes como el ozono y el óxido de nitrógeno, así como en la búsqueda de medicamentos como la 5-LO y la COX.
Se desempeñó como vicepresidente de la unidad de investigación de alergias y respiratorias de Pfizer en Sandwich, Kent, donde supervisó el desarrollo de medicamentos para el asma y la enfermedad pulmonar obstructiva crónica (EPOC). Durante su trabajo en Pfizer, Yeadon fue responsable de la selección de objetivos y el avance de nuevas moléculas a ensayos en humanos. Su unidad desarrolló compuestos nuevos inhalados y orales que mostraron resultados positivos en ensayos clínicos para el asma, la rinitis alérgica y la EPOC.
Pfizer cerró su instalación de investigación en Kent en 2011. Yeadon, que no había trabajado con vacunas, luego dejó Pfizer y, con tres colegas, fundó la empresa de biotecnología Ziarco, de la cual fue CEO y que fue vendida a Novartis por 325 millones de dólares en 2017.

## Desinformación sobre COVID-19
Yeadon hizo afirmaciones en una publicación de blog de octubre de 2020, diciendo que la pandemia de COVID-19 en el Reino Unido había «terminado efectivamente». También afirmó que no habría «segunda ola» de infecciones y que las personas sanas no podían propagar el virus SARS-CoV-2. Además, Yeadon desalentó los confinamientos por COVID-19 y el uso de mascarillas debido a la evidencia de su inefectividad.
Yeadon ha afirmado que las vacunas contra el COVID-19 son innecesarias, inseguras y podrían causar infertilidad en las mujeres. En una carta a la Agencia Europea de Medicamentos, Yeadon y el médico alemán Wolfgang Wodarg pidieron que se detuvieran todos los ensayos de vacunas, sugiriendo que las vacunas de ARNm podrían dirigirse a la proteína syncytin-1 necesaria para la formación de la placenta. Una cuenta de Telegram bajo su nombre ha promovido la afirmación de que las vacunas hacen que los receptores se magnetizen.
Yeadon ha sido entrevistado por The Exposé, un sitio web conocido por publicar información sobre COVID-19. En una entrevista con el estratega político estadounidense Steve Bannon, Yeadon afirmó que los niños tenían «50 veces más probabilidades de ser asesinados por las vacunas contra el COVID que por el propio virus», citando un alto número de eventos reportados después de la vacunación contra el COVID-19 en la base de datos del Sistema de Notificación de Eventos Adversos a las Vacunas (VAERS). Los Centros para el Control y la Prevención de Enfermedades de EE. UU., que operan la base de datos, advierten que dichos informes están verificados y prueban que las vacunas causan eventos adversos dado.

## Activismo político
Yeadon fundó el movimiento Liberal Spring en el Reino Unido, con el objetivo de convertir a los Demócratas Liberales en un movimiento de «creencias escépticas sobre Covid», según The Times. Ha contribuido con financiamiento a Liberty Places, un grupo que promete construir una comunidad en el archipiélago africano de Zanzíbar para que los europeos escapen de los confinamientos por COVID-19 y los mandatos de vacunación. En una entrevista en el podcast War Room de Bannon, Yeadon indicó que también estaría brindando apoyo a «políticos e influencers» estadounidenses.